# Terence H. Winkless
Terence H. Winkless (Springfield, ...) è un regista e produttore cinematografico statunitense.

## Biografia
Nato a Springfield, Massachusetts si spostò presto a Chicago dove compì gli studi cinematografici. Ha debuttato con alcuni cortometraggi che hanno ottenuto dei premi in alcuni festival del cinema. Nel corso della sua carriera ha preso parte anche a produzioni televisive, tra cui Mighty Morphin Power Rangers e Pacific Blue.

## Filmografia
- The Nest (1988)
- Pugni d'acciaio (Bloodfist) (1989)
- Corporate Affairs (1990)
- Private Offerings (1990)
- Complotto a Berlino (The Berlin Conspiracy) (1992)
- Rabbia e onore (Rage and Honor) (1992)
- Killer dallo spazio (Not of This Earth) (1995)
- La leggenda del lupo bianco (White Wolves II: Legend of the Wild) (1995)
- Ladykiller (1996)
- Fire Over Afghanistan (2003)
- 2035 - The mind jumper (Nightmare City 2035) (2007)
- Twice as Dead (2009)
- Heart of Dance (2013)
- Tide Waters (2014), serie TV